# Фортуна (футбольный клуб, Дюссельдорф)
«Форту́на» (Fortuna Düsseldorfо файле) — немецкий футбольный клуб из Дюссельдорфа. Выступает во Второй Бундеслиге.

## История
Гимнастический клуб в Дюссельдорфе был основан 5 мая 1895 года под названием Turnverein Flingern («Турнферайн Флингерн», либо ТВ «Флингерн»). Флингерн — это бывшее предместье Дюссельдорфа, а ныне один из районов города. Позже в городе появились ещё два спортивных клуба — Düsseldorfer Fußballklub Spielverein («Дюссельдорфер Фусбаллклуб Шпильферайн») в 1908 году и FK Alemania 1911 («ФК Алемания 1911») в 1911 году, которая через год была переименована в Fortuna 1911. В середине 1913 года «Дюссельдорфер» и «Фортуна 1911» объединились в Düsseldorfer Fußball-Club Fortuna 1911 («Дюссельдорфер Фусбалл-Клуб Фортуна 1911»). 15 ноября 1919 года ТВ «Флингерн» присоединился к «Фортуне» и был образован Düsseldorfer Turn- und Sportverein Fortuna («Дюссельдорфер Турн- унд Шпортферайн Фортуна»).
В 1933 году «Фортуна» добилась наивысшего успеха в своей истории, став чемпионом Германии. В финальном раунде команда не пропустила ни одного мяча. «Фортуна» разгромила «Форвертс-Разеншпорт» из Гляйвица 9:0, «Арминию» из Ганновера 3:0, «Айнтрахт» из Франкфурта-на-Майне 4:0 и «Шальке 04» из Гельзенкирхена 3:0.
Последним сезоном до вылета, проведённым в Бундеслиге, стал сезон 1996/97, после чего команда играет в низших лигах Германии.
В конце лета — начале осени 2011 года клуб подписал контракт до лета 2013 года с игроком из Туниса Каримом Ауади, однако в конце декабря 2011 контракт был расторгнут клубом. Официальной причиной расторжения контракта был назван языковой барьер, который испытывал игрок, что, по словам представителей клуба, мешало его адаптации в коллективе.
В сезоне 2011/12 во Второй Бундеслиге клуб добивается третьего места в упорной борьбе, а затем, в не менее тяжёлом противостоянии в стыковых матчах с «Гертой», спустя 15 лет, вновь завоёвывает право играть в Бундеслиге (счёт по матчам 2:1 в Берлине и 2:2 в Дюссельдорфе). Второй стыковой матч, прошедший в Дюссельдорфе, трижды прерывался хулиганскими акциями болельщиков, последняя из которых задержала игру в последние 2 минуты матча на 20-25 минут; полиция и стюарды были вынуждены отвоёвывать поле у радостных болельщиков клуба, начавших праздновать выход «Фортуны» в высшую лигу на две минуты раньше срока. «Герта» подала иск в спортивный арбитражный суд во Франкфурте-на-Майне, однако суд отклонил протест на результат второго стыкового матча. Согласно сообщению прессы, 21 мая 2012 года председательствующий судья Ханс Лоренц назвал доводы берлинцев необоснованными и отклонил иск.
27 июня 2020 года клуб в последнем туре Бундеслиги сезона 2019/20 проиграл берлинскому «Униону» (0:3) и 9 лет спустя вновь попрощался с элитой немецкого футбола.

### Прозвища
Одно из прозвищ составлено по рисунку на эмблеме. Также команду называют «красные», «сливочные», «красно-чёрные» (по цветам формы).

## Достижения
- Чемпион Германии: 1933
- Обладатель Кубка Германии (2): 1979, 1980
- Финалисты Кубка обладателей кубков: 1979
- Победитель Второй лиги Германии (2): 1989, 2018
- Серебряный призёр Третьей лиги Германии: 2009

## Форма

### Домашняя
| 2010/11 | 2011/12 | 2012/13 | 2013/14 | 2014/15 | 2015/16 | 2016/17 | 2017/18 | 2018/19 | 2019/20 | 2020/21 |
| 2021/22 | 2022/23 | 2023/24 | 2024/25 | 2025/26 |         |         |         |         |         |         |

### Гостевая
| 2010/11 | 2011/12 | 2012/13 | 2014/15 | 2015/16 | 2016/17 | 2017/18 | 2018/19 | 2019/20 | 2020/21 | 2021/22 |
| 2022/23 | 2023/24 | 2024/25 | 2025/26 |         |         |         |         |         |         |         |

### Резервная
| 2010/11 | 2011/12 | 2012/13 | 2013/14 | 2014/15 | 2015/16 | 2016/17 | 2017/18 | 2018/19 | 2019/20 | 2020/21 |
| 2021/22 | 2022/23 | 2023/24 | 2024/25 | 2025/26 |         |         |         |         |         |         |

Источники:,